# Genista abchasica
Genista abchasica är en ärtväxtart som beskrevs av Sachokia. Genista abchasica ingår i släktet ginster, och familjen ärtväxter. Inga underarter finns listade i Catalogue of Life.